# Wapen van Mierlo-Hout

Wapen van Mierlo-Hout

Het wapen van Mierlo-Hout is door de burgemeester van Helmond in 2007 verleend als dorpswapen. De wijk Mierlo-Hout behoort tot de Nederlandse gemeente Helmond.
Het wapen is ontworpen door Mario Coolen.

## Symboliek
De helm met daaruit een bosje eikentakken, komt uit het wapen van Helmond. De drie bruggen van goud, symboliseren de drie bruggen die over het Eindhovens Kanaal lopen. De kleur blauw verwijst naar het Eindhovens Kanaal. Het wapen van Mierlo wordt ook in het wapen weergeven.

### Raadselwapen
Het dorpswapen is een raadselwapen, omdat het wapen een kroon heeft, terwijl dorpswapens volgens de regels geen kronen voeren. Ook is het een raadselwapen omdat er kleur op kleur gevoerd wordt en is het wapen daarnaast veel te druk.

## Vergelijkbare wapens

Het wapen van Helmond
Het wapen van Mierlo

Bavel
· De Mortel
· De Rips
· Dinteloord
· Elsendorp
· Galder
· Gemert
· Ginneken
· Handel
· Mierlo-Hout
· Milheeze
· Nispen
· Rosmalen
· Sint-Michielsgestel
· Strijbeek
· Ulvenhout